# Vaan Nguyen
Vaan Nguyen (Ashkelon, 18 de abril de 1982) é uma poetisa, atriz, jornalista e ativista social israelense.

## Primeiros anos
Nguyen é filha de refugiados vietnamitas, que faziam parte de um grupo denominado povo do barco vietnamita. Eles escaparam do Vietnã após o fim da Guerra do Vietnã, em 1977, depois que seu avô foi morto pelas autoridades comunistas. O barco naufragou na costa das Filipinas, mas eles foram impedidos de entrar e foram internados em um campo de refugiados.
Em 1979, o primeiro-ministro israelense Menachem Begin concedeu a 180 refugiados vietnamitas a cidadania israelense, entre eles os pais de Nguyen. Eles se estabeleceram na cidade de Sderot, no deserto, mas mudaram-se de um lugar para outro por vários anos. Nguyen nasceu nessa época, na cidade de Ashkelon, no sul. A família acabou se estabelecendo em Jafa, onde Nguyen e suas quatro irmãs cresceram.
Sua infância foi difícil; ela enfrentou intimidação racista e violência. Como resultado, ela tentou se distanciar de sua identidade vietnamita, chegando a escrever aos membros do parlamento para pedir que sua "Etnia: vietnamita" fosse apagada de sua carteira de identidade. Ela se escondia na biblioteca, onde lia muitos autores e gêneros diferentes, citando essa exposição precoce como uma grande influência em sua criatividade. Desde que suas primeiras coleções foram publicadas, Nguyen é considerada na vanguarda de uma nova geração de poetas, elogiada e apoiada por alguns dos principais influenciadores culturais e literários de Israel. Em seu trabalho, ela lida extensivamente com questões pessoais, como sexualidade e sua marginalização na sociedade israelense.

## Poesia
Nguyen começou a escrever quando tinha 9 anos e nunca parou de criar. Seus poemas foram publicados na grande imprensa, incluindo Ha'aretz, Ma'ariv, Walla e ynet; e em jornais literários, incluindo Granta, Iton 77, Ma'ayan, e LaRohav. No cenário literário, Nguyen contribui para "Free Academy" e "Guerrilla Culture".

### Recepção
O crítico do Ha'aretz, Menahem Ben, escreveu sobre sua primeira coleção: "Como posso descrever a magia que caiu sobre nós? Esta é uma poesia maravilhosa. Desde Yona Wallach nos anos 1960 e 1970, não vimos tal fenômeno". A poetisa e escritora Tali Lativitzky escreveu: "É impossível perder a brilhante musicalidade de Vaan Nguyen. Seu rico hebraico tem uma invejável falta de estereótipos e fixações linguísticas e culturais, e seu ouvido percebe todas as composições mais desejáveis de som e musicalidade, mesmo se semanticamente são malucos".